# Saint-Thibault (Oise)
Saint-Thibault – miejscowość i gmina we Francji, w regionie Hauts-de-France, w departamencie Oise. Nazwa miejscowości pochodzi od imienia św. Teobalda. Nazwa miejscowości pochodzi od imienia św. Teobalda.
Według danych na rok 1990 gminę zamieszkiwało 176 osób, a gęstość zaludnienia wynosiła 17 osób/km² (wśród 2293 gmin Pikardii Saint-Thibault plasuje się na 821. miejscu pod względem liczby ludności, natomiast pod względem powierzchni na miejscu 429.).